# Rohtas (distrikt)
Rohtas är ett av trettioåtta distrikt i indiska delstaten Bihar. Den administrativa huvudorten är Sasaram.